# Katy Keene
Katy Keene é uma personagem fictícia que apareceu em várias séries de histórias em quadrinhos, publicadas pela Archie Comics. A personagem foi criada por Bill Woggon, e apareceu pela primeira vez em Wilbur Comics nº 5 (verão de 1945). Foi comercializada pela editora como America's Queen of Pin-Ups and Fashions.
Ela é apresentada como uma garota multi-talentosa, modelo, atriz e cantora, cuja beleza cativa os corações de muitos pretendentes.

## História de publicação

### Os inícios da personagem
Katy Keene apareceu pela primeira em Wilbur Comics nº 5 no verão de 1945, e apareceu em edições subsequentes de Wilbur e várias séries de quadrinhos em antologia na década de 1940, incluindo Archie, Jughead, Betty and Veronica e Ginger, eventualmente recebendo seu próprio título em 1949 por 12 anos. Títulos promocionais como Katy Keene Pin Up Parade e Katy Keene Fashion Book Magazine, anuários e especiais, incluindo Katy Keene Spectacular (1956), "Glamour" (1957) e Charm (1958), continuou sendo publicado durante a década de 1950, mas a personagem não foi vista por cerca de 20 anos após o início dos anos 1960.[carece de fontes?]
A Archie Comics criou um método especial para certas edições: os leitores podiam enviar desenhos de trajes, acessórios pelo correio para inspirar os designers. Cada vez, o leitor vencedor de uma peça de vestuário era creditado e os seus dados de endereço eram introduzidos na edição. Isso leva à constituição de um público leitor de fãs que interage com o criador da história em quadrinhos e forma uma rede de correspondentes. Muitos das ideias apresentavam bonecas de papel com Katy em vários trajes.

### Reintrodução

Katy Keene Special nº 2 (1984), arte por John S. Lucas.

Em 1961, as vendas das revistas em quadrinhos enfraqueceram e o título é encerrado. Mas em 1978, a loja de departamentos Saks Fifth Avenue, usava as capas de revistas em quadrinhos de Katy Keene para decorar suas janelas. Como resultado deste interesse, a Archie Comics dá permissão a cartunistas e escritores que são fãs da personagem para lançar uma revista intitulada Katy Keene Fan Magazine, com a arte de John S. Lucas.
Em 1983, a Archie Comics decidiu relançar a série com capas de edições antigas e novas de artistas que trabalham em outras séries da editora, notadamente as do Archie Andrews. John S. Lucas também foi convidado para fazer parte da equipe que trabalhava na revista em quadrinhos, pois a editora ficou impressionada com seu trabalho na revista em Katy Keene Fan Magazine, dedicada a personagem.

### Aparições entre 1994 e 2008
No início dos anos 90, a Archie Comics mais uma vez colocou a personagem de lado, mas a colocou de volta em 1994 para uma breve aparição em uma edição especial em colaboração com a Marvel Comics, em Archie Meets the Punisher, no qual Archie Andrews e seus amigos se encontram com o Justiceiro.
Em 2005, a editora recriou a personagem como uma estudante do ensino médio, cujo sonho era se tornar uma modelo. Esta nova versão é introduzida em uma edição gratuita publicada durante o Free Comic Book Day; em seguida, dez pequenas histórias secundárias são publicadas no final das dez primeiras edições da revista em quadrinhos Archie & Friends. Estas dez histórias são reunidas num livro de histórias em quadrinhos intitulado Katy Keene Model Behavior, em 2008. Posteriormente, a personagem não apareceu mais nas publicações da editora.

### Versão deNew Riverdale
Em 2015, a Archie Comics decidiu realizar um reboot geral de seu universo, separando o chamado universo "clássico" de um novo universo moderno chamado New Riverdale. A nova versão de Katy Keene é introduzida neste universo em janeiro de 2020 com um arco especial da série principal, Archie, intitulado Archie & Katy Keene. A nova Katy permanece se mantém fiel a versão original, mas com várias adições modernas, incluindo o fato de que agora ela é famosa no Instagram.

## Família e relacionamentos

Katy Keene e sua irmã, Sis.

Katy Keene tem uma irmã mais nova, que é ruiva e usa óculos. Nas publicações originais de Bill Woggon, dos anos de 1950, a irmã de Katy era uma criança travessa com cerca de sete anos e conhecida apenas como "Sis, the Candy Kid". Na década de 1980, ela foi reintroduzida como uma adolescente e recebeu o nome de Melissa, mas ainda era quase sempre chamada de "Sis". Na curta série dos anos 2000, o nome dela foi alterado para Mackenzie. Nenhuma explicação para a mudança de nome foi dada, embora possa ser devido à obscuridade do nome dos anos 80. Independentemente disso, seu nome real quase nunca é mencionado e, tanto para os leitores quanto para os personagens, ela é sempre chamada de "Sis". Originalmente, na década de 1950, Katy tinha 21 anos e Sis tinha cerca de sete anos de idade. Em séries de histórias em quadrinhos subsequentes, Sis foi reintroduzida com cerca de 15 anos de idade. A essa altura, Katy já estava na faculdade. Depois de trabalhar como uma aspirante a estrela da Broadway, ela tornou-se muito bem sucedida em sua carreira de modelo e atuação, sendo então guardiã legal de sua irmã.

Katy Keene e seus intereses amorosos, Arnold Horsenlegger (esquerda) e Ramon Ramirez (direita).

Katy teve muitos namorados recorrentes ao longo dos anos, os mais famosos são o boxeador ruivo e musculoso K.O. Kelly, e seu rico rival Randy Van Ronson. Eles não costumavam ser vistos regularmente nas publicações da década de 1980, quando Katy namorou o piloto de avião latino e o talentoso dançarino Ramon Ramirez, e Arnold Horsenlegger, que é uma paródia de Arnold Schwarzenegger. No entanto, K.O. e Randy tornou-se seu principal interesse amoroso novamente nos anos 2000.
A rival de Katy em sua carreira e vida amorosa é a rica e esnobe loira Gloria Grandbilt, e sua melhor amiga é a supersticiosa ruiva Lucki Lorelei. Tanto Gloria quanto Lucki também são modelos de sucesso, com Katy, a morena de cabeça erguida, completando o trio.

## Na cultura popular

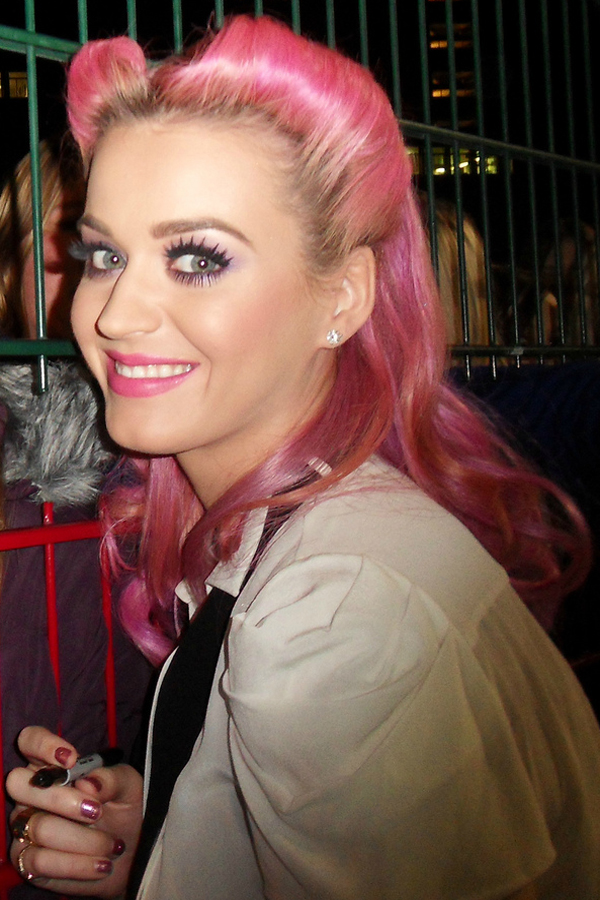
A cantora Katy Perry, que é frequentemente suspeita de ser inspirada pela personagem.

Vários sites especializados notaram muitas semelhanças físicas e também entre roupas da personagem e as da cantora Katy Perry. No entanto, a comparação de Perry com Keene não se restringem somente às roupas e às perucas, mas chega também aos cenários de seus shows e a toda a estática presente em seus álbuns. "É tudo praticamente igual aos gibis", comentam os críticos, inferindo que até o fato de ela ter nascido em Santa Bárbara — mesmo local de nascimento da personagem da Archie — fora premeditado. Logo que soube das críticas, Katy se defendeu:
Eu vi há uns meses, e a Internet é tão louca... Tipo, é muito insano! Eu quero fazer um exame agora mesmo, para eles olharem dentro de mim e terem certeza de que não sou um desenho! Mas o que me assustou foi constatar que ela tem uma irmã ruiva. E a minha irmã também é ruiva! Eu fiquei tipo: "Porra! Pode parar com isso". Quer dizer, é bem interessante, mas não é tão profundo!
No entanto, a cantora nunca abordou o assunto e nunca citou a personagem como possível inspiração.
A personagem ficou em 57.º lugar na lista de "100 mulheres mais sexy na história dos quadrinhos" do Comics Buyer's Guide.

## Adaptação para televisão

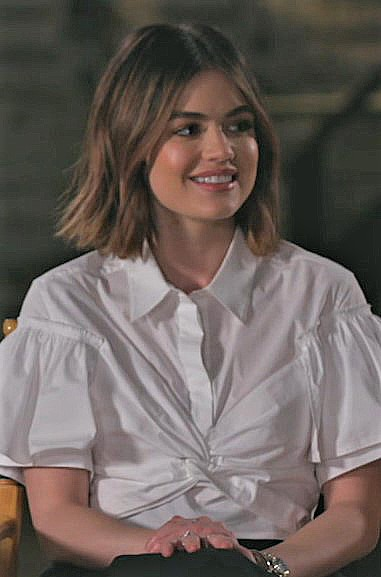
Lucy Hale intérprete da personagem na série Katy Keene.

Em agosto de 2018, Roberto Aguirre-Sacasa, diretor de criação da Archie Comics e criador da série de televisão Riverdale da The CW revelou que um spin-off da série estava em andamento na rede. Ele disse que o spin-off seria "muito diferente de Riverdale" e que seria produzido "no ciclo de desenvolvimento [2018–19]". Em 23 de janeiro de 2019, a The CW ordenou um piloto oficial para a série, intitulada Katy Keene, que supostamente seguirá "as vidas e os amores de quatro personagens icônicos da Archie Comics — incluindo Katy Keene, a futura lenda da moda — enquanto perseguem seus sonhos de vinte e poucos anos em Nova York. Este drama musical narra as origens e as lutas de quatro aspirantes a artistas que tentam entrar na Broadway, na pista e no estúdio de gravação."
A atriz e cantora Lucy Hale é a intérprete de Katy Keene na série, que marca a primeira adaptação do personagem que nunca havia aparecido nas várias adaptações das publicações da Archie Comics.